# Aireborough
Aireborough är en unparished area i distriktet Leeds i grevskapet West Yorkshire i England. Det inkluderar Guiseley, Hawksworth, Henshaw, Kelcliffe, Westfield och Yeadon. Unparished area hade 25 909 invånare år 2001 (32 370 inklusive den del som överfördes till Rawdon 2012). Den 15 oktober 2012 överfördes en del av Aireborough till den nybildade civil parish Rawdon.